# Agüero Point
Der Agüero Point (englisch; spanisch Cabo Agüero; in Argentinien Cabo Arroyo) ist eine 900 m lange Landspitze an der Nordküste der Livingston-Insel im Archipel der Südlichen Shetlandinseln. Sie trennt 3,9 km nordnordwestlich des Avitohol Point die Stoyanov Cove im Norden von der Prisoe Cove im Süden.
Britische Wissenschaftler kartierten sie 1968, chilenische 1971, argentinische 1980, spanische 1991 und bulgarische 2005 sowie 2009. Chilenische Wissenschaftler benannten sie nach Clodomiro Agüero Soto, Besatzungsmitglied der Yelcho bei der 1916 durchgeführten Rettung der auf Elephant Island gestrandeten Teilnehmer der Endurance-Expedition (1914–1917) des britischen Polarforschers Ernest Shackleton. Namensgeber der argentinischen Benennung ist Jesús Arroyo, der 1976 beim Absturz einer Lockheed P-2 Neptune am Mount Friesland am 15. September 1976 zusammen mit zehn weiteren Besatzungsmitgliedern ums Leben gekommen war. 